# Střední Kujto
Střední Kujto (rusky Среднее Куйто) je jezero na severu Karelské republiky v Rusku. Má rozlohu 257 km². Leží v nadmořské výšce 101 m.

## Vodní režim
Leží v povodí řeky Kem. Voda do něj přitéká průtokem z jezera Horní Kujto a odtéká průtokem do jezera Dolní Kujto. Zamrzá v listopadu a rozmrzá na začátku května.

## Využití
Po jezeře se splavuje dřevo. Na severním břehu leží sídlo městského typu Kalevala.